# منی (لوئیزیانا)
منی (به انگلیسی: Many) شهری در ایالت لوئیزیانا کشور ایالات متحده آمریکا است که جمعیت آن در سرشماری سال ۲۰۱۰ میلادی، ۲٬۸۵۳ نفر بوده‌است.